# صح
صَح یا سَه، یکی از روستاهای شهرستان دامغان در استان سمنان ایران است.
این روستا در دهستان تویه دروار در بخش امیرآباد واقع است. صح در ۵۰ کیلومتری جنوب باختری دامغان جای دارد. فاصله این روستا تا جاده دامغان - سمنان (روستای قوشه)، ۱۲ کیلومتر می‌باشد.
جمعیت روستای صح بر اساس نتایج سرشماری سال ۱۳۸۵، ۲۳۸ نفر (۸۱ خانوار) بوده است.
این روستا در فاصله ۲ کیلومتری روستای دروار (مرکز دهستان) قرار دارد. ارتفاع روستا از سطح دریا ۱٬۴۹۰ متر است.
موقعیت جغرافیایی
روستای زیبای صح درسیزده کیلومتری شمال غربی روستای قوشه واقع شده؛ وبه جاده اصلی منتهی میشه که به تهران و مشهد ختم می‌شود.
تاریخ
قدمت این روستا به بیش از ۵۰۰ سال می‌رسد شاید هم بیشتر. از گذشته این روستا اطلاع کاملی در دست نیست. اما وجود آتشکده در ۵کیلومتری شمال باختری آبادی قوشه واقع شده است که در حال حاضر فقط ستونهای عظیم این ساختمان باقی مانده است.
امام زاده میرابراهیم (ع) صح در تنگه که زیارتگاه مشتاقان اهل بیت و عصمت وطهارت می‌باشد (۳)
سابقه فرهنگی وتاریخی این منطقه به قبل ازاسلام می رسدودر این منطقه آثاردوران ساسانی از جمله یک آتشکده به چشم می‌خورد که کریستین سن دانمارکی در کتاب خویشتن بدان اشاره نموده است.
اکثرسفرنامه نویسان و نویسندگان کتب (المسالک والممالک) ومورخان اشاراتی به این منطقه داشته‌اند.
ابودلف در سفرنامه خویش که ولادیمیرمینورسکی استاد دانشگاه لندن برآن تعلیقه زده است در فرازی از سفرنامه ابودلف اشاره به گردنه مازران یا گردنه (زهرآلود) که در بالای روستای دهخدا و دشتبو (دو روستا بالاتر از روستای صح که در چند کیلومتری آن واقع شده است) قرار گرفته که امروزه بنام بشم می شناسندکه حتی در فرهنگ جغرافیایی تاریخی (معجم البلدان) یاقوت از گردنه بشم در منطقه تویه درواریاد شده است. خشک رود (دریان) از این منطقه سرچشمه میگیردوجریان موقتی آن بسیار عظیم و سهمگین است
اقتصاد روستا
در گذشته کشاورزی صح به زراعت مختصر در زمین‌های زراعی روستا ومزارع محدود می‌شد. اما کم‌کم باغات وزراعت هم رونق خود را از دست داد.
در حال حاضر در زمین‌های زراعی صح گندم و جو یونجه سیب زمینی، هویج، شلغم کشت می‌شود و انواع درختهای سیب و انار و زردآلو، انگور، انجیل، گردو، سنجد، آلبالو، انواع توت (شاه توت، توت کرمو، توت سیاه) بادام، سماغ، زالزالک، گیلاس…به عمل می‌آید.
منابع آب:آب صح از چشمه ای موسوم به آب قنات تا مین می‌شود که آب باغات ازآب چشمه قلقل که از روستای دهخدا (دو روستا بالاتر) سرازیر می‌شود تأمین می‌گردد. که هر دو از کیفیت عالی برخوردار است که در ابتدا در استخری ذخیره می‌شود سپس به مصرف کشاورزی و باغ‌ها می‌رسد.
در حال حاضر در زمین‌های زراعی صح گندم و جو یونجه سیب زمینی، هویج، شلغم کشت می‌شود و انواع درختهای سیب و انار و زردآلو، انگور، انجیل، گردو، سنجد، آلبالو، انواع توت (شاه توت، توت کرمو، توت سیاه) بادام، سماغ، زالزالک، گیلاس…به عمل می‌آید.
جشنواره سمنو پزان یکی از مهم ترین اهداف گردشگری برای این روستای کوچک است 
هدف از برگزاری این جشنواره احیاء و حفظ آیین و سنن قدیمی، توسعه گردشگری و برندسازی گردشگری این منطقه، معرفی آداب‌ و رسوم کهن، معرفی هویت اجتماعی و فرهنگی منطقه و افزایش شورونشاط اجتماعی است. در مراسم پخت سمنو که اغلب با مشارکت بانوان در روستای صح انجام می‌شود، در حین پخت سمنو با ذکر دعا، قرائت قرآن، احادیث، مداحی و حاجت طلبی سمنو را هم می‌زنند و این شور و حال معنوی تا زمان تقسیم سمنو ادامه دارد.
```
برپایی نمایشگاه صنایع‌دستی و سوغات محلی و بازی‌های بومی و محلی، اجرای چوب بازی و موسیقی محلی، اجرای تئاتر طنز، استندآپ کمدی، مراسم عروسی و برنامه‌های متنوع دیگر از دیگر برنامه‌های این جشنواره است که هر ساله به شکل متنوع و با حضور مردم از شهر های اطراف به عمل می آید و این یک جنبه بسیار مهم برای این روستا است
```